# Eleusis

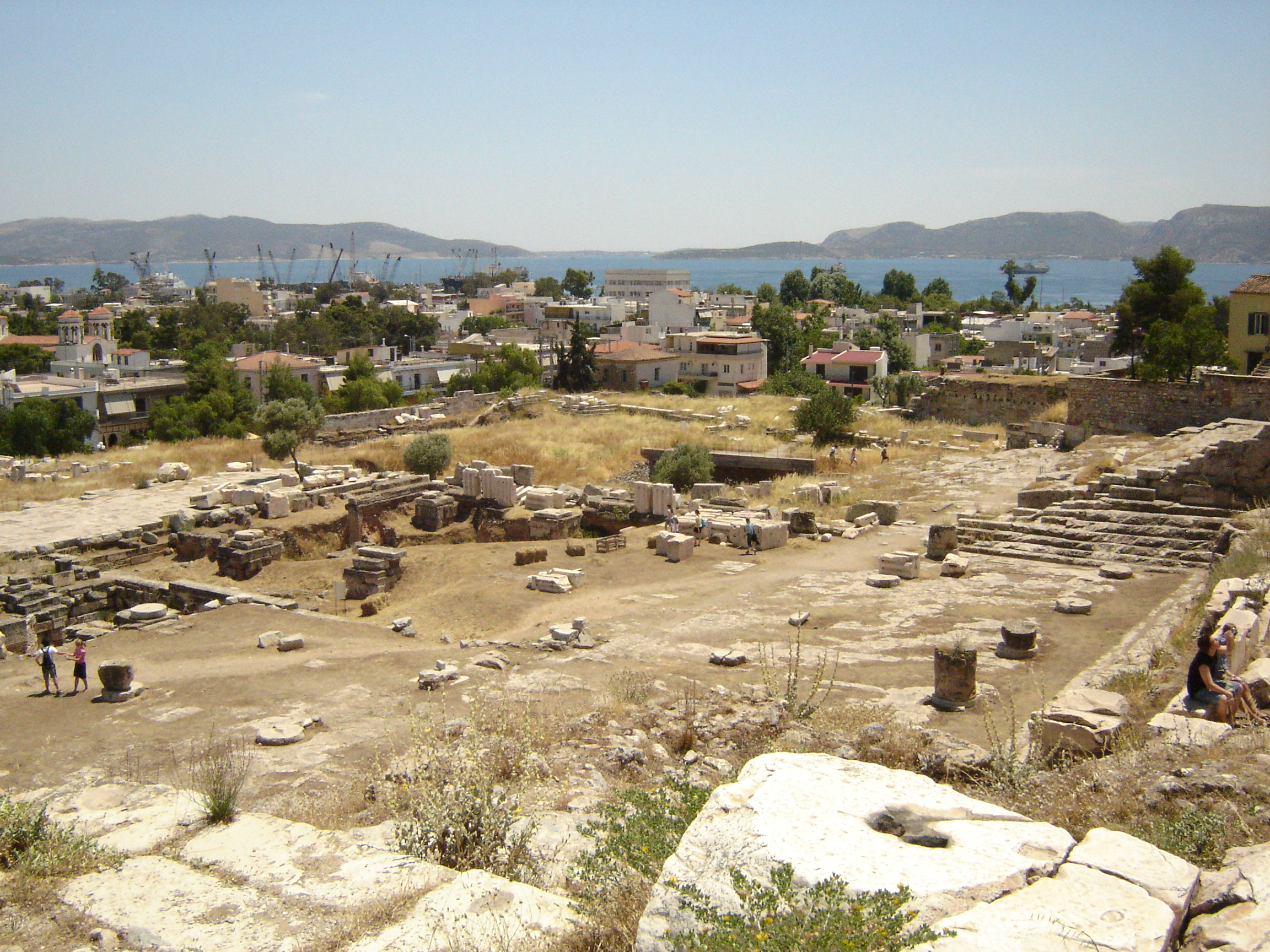
Vista del yacimiento arqueológico en dirección al golfo Sarónico.

Eleusis (en griego antiguo/katharevousa, Ἐλευσίς; en griego moderno, Ελευσίνα [Elefsina]) es una ciudad de Grecia, en Ática, a unos 18 km al noroeste del centro de Atenas, en la llanura triásica, ribereña del golfo Sarónico, en su extremo norte. Es la sede de la administración de la prefectura de Ática occidental.
En la Antigüedad fue un pequeño demo (población) del Ática. Albergaba un santuario dedicado a la diosa Deméter y su hija Perséfone, que llegó a adquirir gran importancia por ser la sede de los misterios eleusinos (o de Eleusis), uno de los mayores cultos de la Grecia antigua y más tarde del Imperio romano. También es célebre por haber sido la cuna del gran poeta trágico Esquilo.
La actual Elefsina es una pequeña ciudad industrial, casi absorbida dentro del área metropolitana de Atenas. Está conectada directamente con esta mediante tren de cercanías y autopista. Es uno de los principales centros industriales de Grecia, con una gran actividad de refinación del petróleo. Posee un yacimiento arqueológico y un museo.
Eleusis fue elegida para ser capital europea de la cultura en 2021, junto con Timișoara y Novi Sad.

## Mitología
Según Pausanias la ciudad debía su nombre al héroe epónimo Eleusis, hijo de Hermes y de la oceánide Daira (o bien de Ogiges). Cuando la diosa Perséfone, hija de Deméter, fue raptada por Hades, esta fue a Eleusis, donde se encontró a Céleo, rey del lugar. Triptólemo, hijo del soberano, fue el fundador de los misterios de Eleusis, culto agrario recibido por la diosa griega, que se extendió a toda Grecia y, en época romana, a todos los dominios de la urbe italiana. En el camino entre Eleusis y Mégara, junto a un santuario de Metanira, se decía que estaban enterrados los argivos que lucharon contra Tebas en la expedición conocida como los siete contra Tebas.

## Historia
Los primeros asentamientos datan del año 2000 a. C., convirtiéndose durante el periodo micénico en un amplio recinto fortificado. Es en esta etapa cuando se introdujo el culto a Deméter, divinidad relacionada con la naturaleza y el cultivo de los cereales. Se ha constatado la continuidad de este culto hasta la época romana, con la construcción de templos sucesivos en la parte este de la colina sobre la que se asienta la ciudad.
En el siglo VIII a. C. el santuario adquirió un carácter panhelénico y su festival llegó a ser uno de los más importantes de Atenas. El tirano ateniense Pisístrato rodeó la población y el santuario con una gran muralla, reforzada por torres de defensa. Muchos otros edificios públicos se erigieron luego en los periodos clásico y romano, pero la expansión del cristianismo y, sobre todo, la invasión de los ostrogodos condujeron al total abandono del santuario.
Según la tradición, Eleusis fue incorporada a Atenas durante el sinecismo de Teseo. En realidad, habría que datarlo a finales del siglo VIII a. C. o principios del VII a. C. Durante las guerras médicas, en 480 a. C.-479 a. C., fue devastada por el ejército de Jerjes I y el templo de Deméter fue quemado. De nuevo fue arrasada durante la guerra del Peloponeso, cuando fue invadida el Ática por el rey espartano Plistoanacte.
En el 170 una invasión al Imperio romano, la de los costobocos, habitantes de la parte septentrional del mar Negro, llegó hasta Grecia destruyendo parte del santuario de Eleusis. La población resistió la invasión de aquellos bárbaros, además fueron enviadas tropas romanas para finalmente rechazarlos.

## Restos arqueológicos

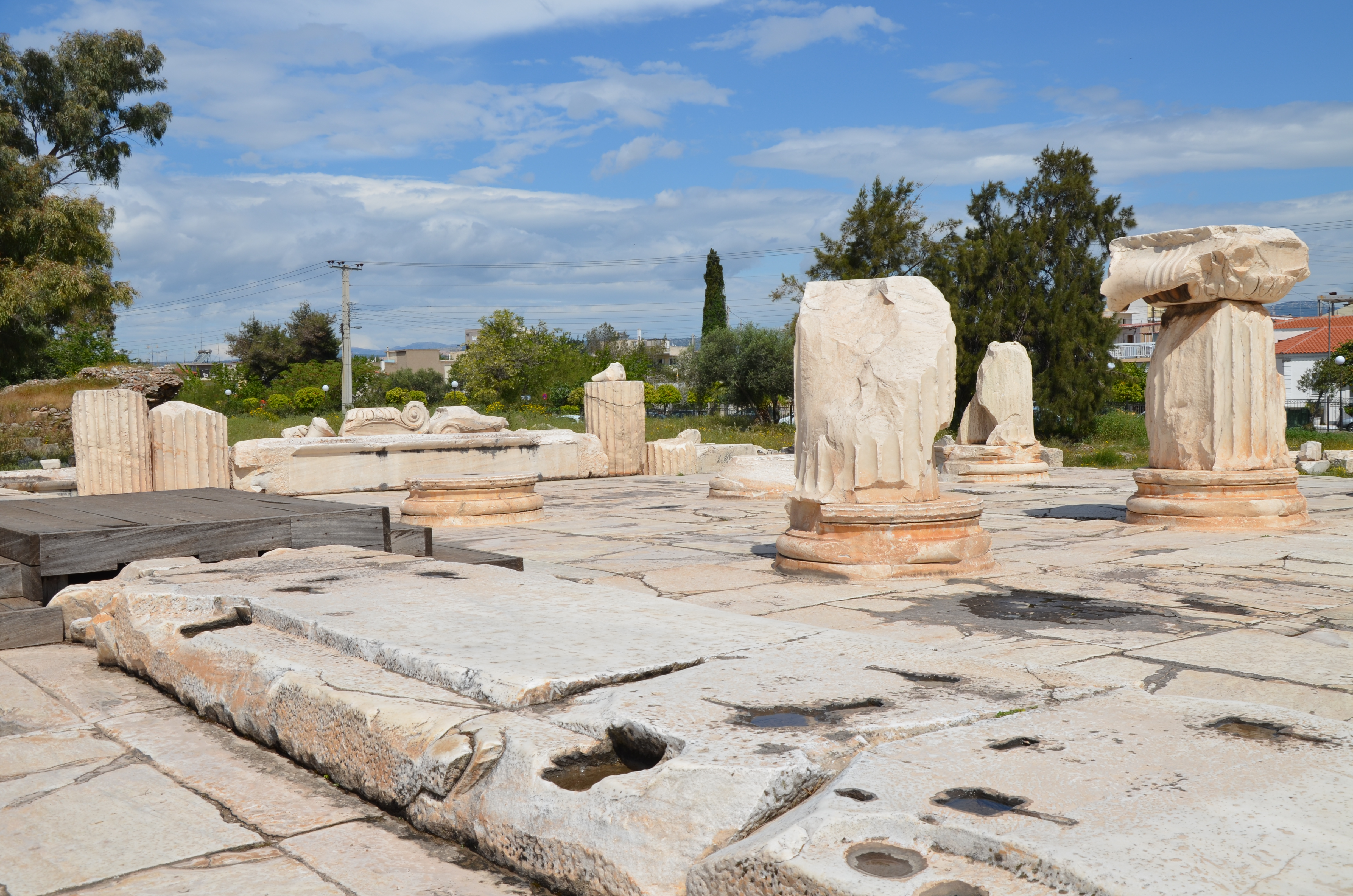
Restos del propileo mayor.

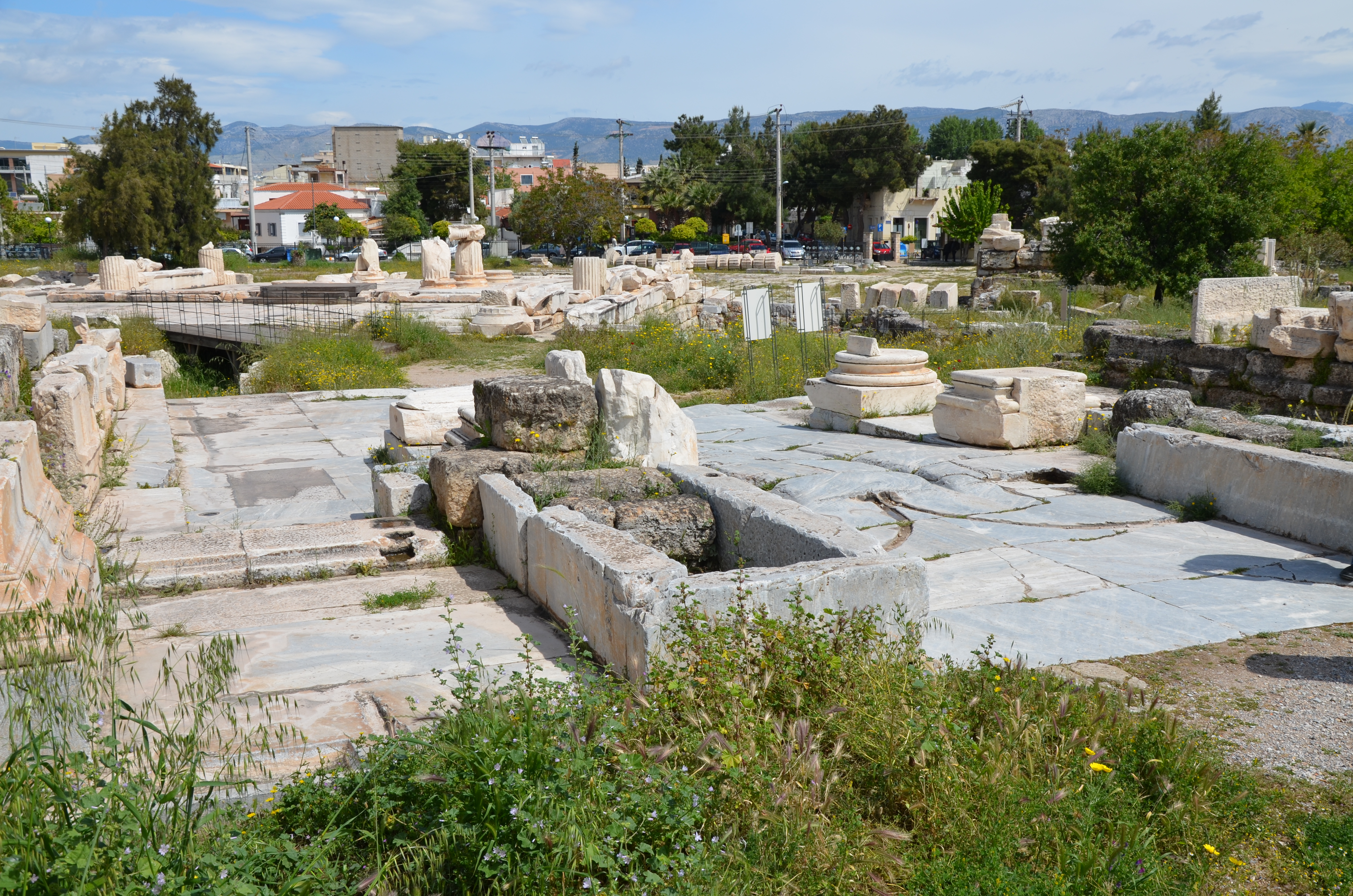
Restos del propileo menor.

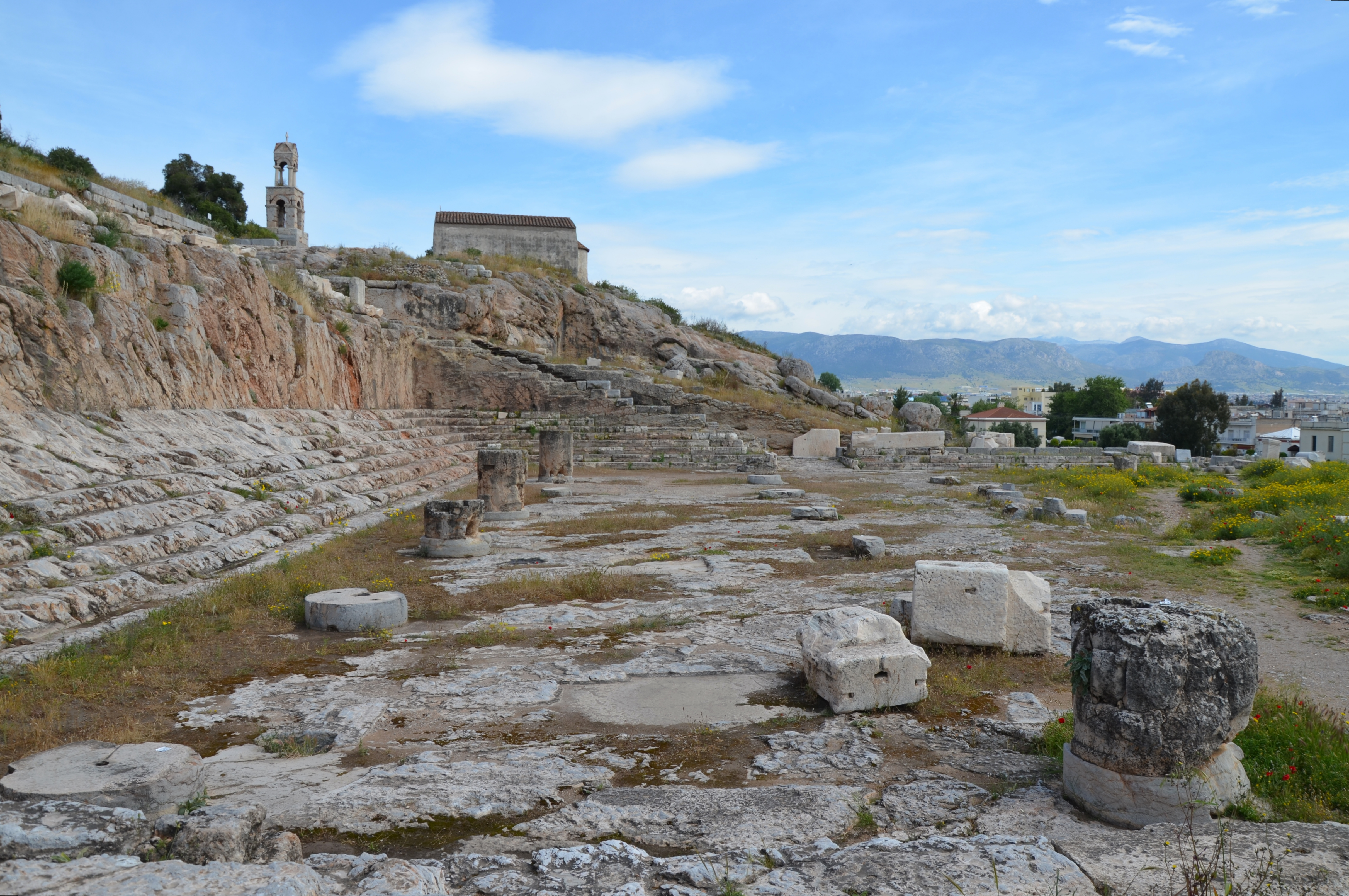
Restos del telesterion.

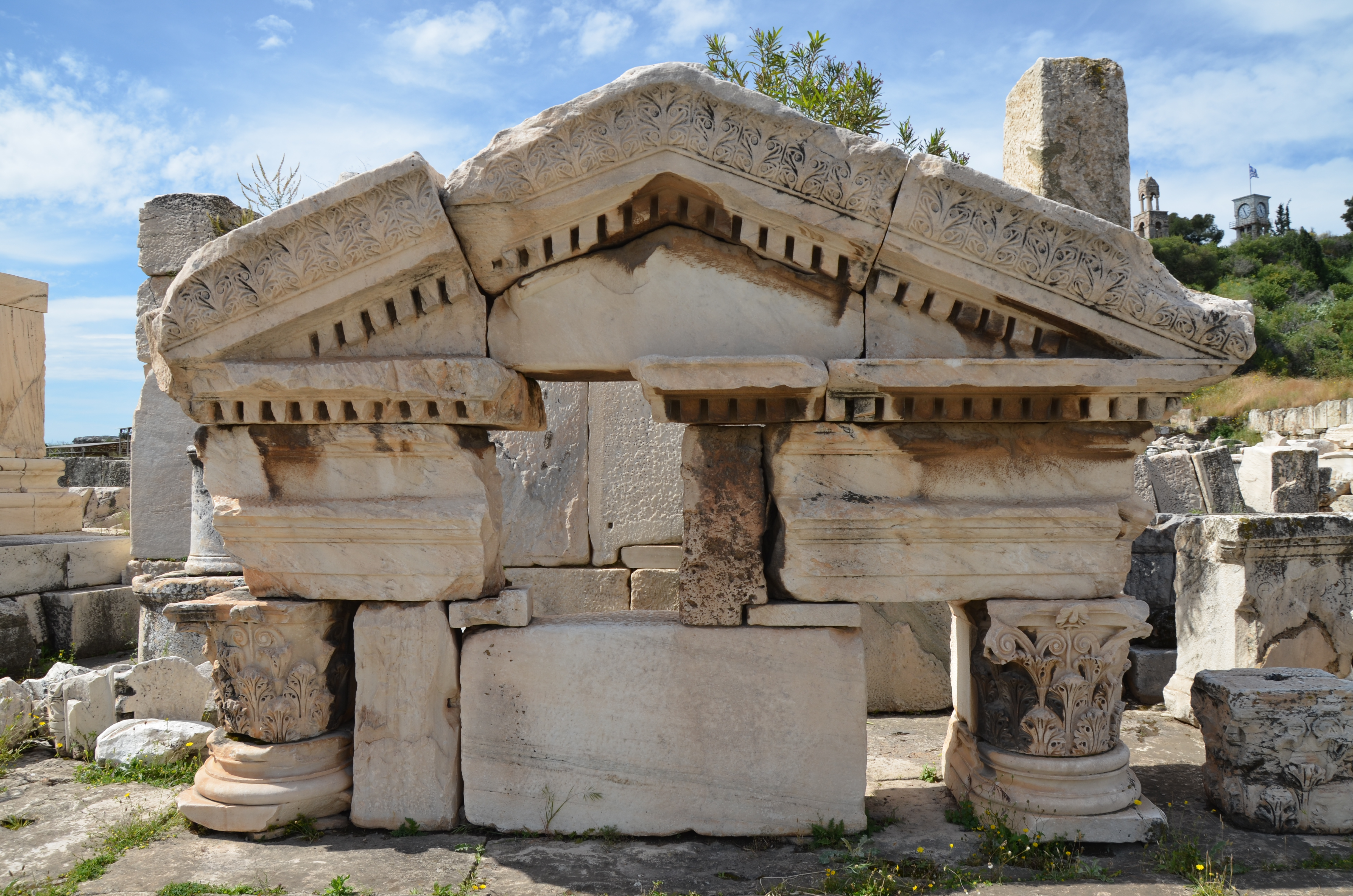
Restos del arco triunfal construido por Antonino Pío.

Entre los monumentos hallados en Eleusis por los arqueólogos destacan los siguientes:
- Patio Sagrado: era el lugar de encuentro de los peregrinos y donde concluía el Camino Sagrado que llevaba de Atenas a Eleusis. En su tiempo albergaba la escara —una estructura datada en el siglo VIII a. C. en la que se hallaban los altares para las ofrendas a las diosas— y el templo de Artemisa Propilea, del siglo II d. C., del que sólo se conservan los cimientos.
- Propileo Mayor: Construido en mármol pentélico, su estructura imita la del Propileo de la Acrópolis de Atenas. Se ha datado en la segunda mitad del siglo II a. C. a partir de una inscripción en la fachada interna en la que aparecen los nombres de los emperadores romanos Antonino Pío y Marco Aurelio. De este último sobresale un busto dentro de un escudo (imago clipeo) en el centro del frontón exterior. Se han encontrado el basamento y las basas de las columnas. Originariamente, cada uno de los lados del Propileo tenía una fila de seis columnas dóricas coronadas por un frontón. El espacio interior estaba dividido en dos pórticos separados por una pared transversal en la que se abrían cinco puertas. En el soportal exterior, dos hileras paralelas de columnas jónicas indicaban la dirección al santuario.
- Propileo Menor: de estilo jónico, construido por el procónsul Apio Claudio Pulcro lo dedicó a la diosa en el año 54 a. C. Estaba formado por una especie de antesala abierta al exterior y por un pasaje cubierto flanqueado por dos cariátides de estilo neoático.
- Templo de Deméter: cercano al Plutonion se conservan los cimientos de este templo de la época de Pisístrato. Una estatua femenina huyente (Perséfone), expuesta en el Museo de Eleusis, pertenecía tal vez al frontón de este templo.
- Telesterion: era un recinto con varias entradas y ocho gradas de asientos en los cuatro lados. Allí se sentaban los iniciados en los misterios para participar en los rituales. En el centro estaba el mégaron, donde sólo podían acceder los hierofantes (sacerdotes) para realizar los ritos más secretos. Los restos muestran intervenciones arquitectónicas diversas entre los siglos V a. C. y II d. C.
- Arcos de Triunfo: reproducciones romanas del ateniense arco de Adriano, se erigieron delante del Propileo Mayor. Son posteriores al año 129 a. C
- Pozo de Calícoro: era el lugar, según el Himno homérico a Deméter, donde Deméter había descansado en su primera visita a Eleusis. Durante las celebraciones en honor de la diosa las mujeres danzaban en torno al pozo. Está fechado en la primera mitad del siglo V a. C.
- Templo de Eleusis: se encontraban a la derecha del Propileo Menor en la ladera de la acrópolis. Era un templo que contenía una gruta venerada como la entrada al mundo de los muertos.  Era un muro de contención de carácter ritual en torno a una cueva donde, según la tradición, se había aparecido Hades, dios del inframundo. Aquí tenía lugar una representación del retorno anual de Perséfone a la tierra. Su datación se sitúa entre los siglos VI y IV a. C. Es el único templo hasta ahora encontrado por los arqueólogos que está dedicado al dios del inframundo, ya que a este dios no se le dedicaron templos ni monumentos debido a que era más temido que el propio Zeus.
- La ciudad: Un fragmento de una inscripción de la segunda mitad el sigo IV a. C., contiene referencias a los trabajos de reparación de las murallas y de los edificios del santuario. Este descubrimiento, publicado por Kourouniotis en 1932, permitió identificar partes de la topografía urbana, como las puertas y las calles principales. Las siguientes excavaciones, conducidas por Konstantinos Kourouniotis, y más tarde por Georgios Mylonas y Ioannis Travlos, exploraron la ciudad. En la zona oeste de la acrópolis se encontraron calles, restos de casas y cisternas. En la ladera norte de la colina se desenterró un barrio del siglo III a. C., con casas pequeñas, algunas excavadas en la roca. En época romana se extendió más allá de los límites de las murallas, sobre todo hacia el este, hacia la llanura, y hacia al sur, hacia el mar. Próximo al camino que llevaba a Megara se hallaba la necrópolis más importante, que Mylonas empezó a excavar en 1952 por encargo de la Sociedad Arqueológica de Atenas. Entre 1954 y 1956 salieron a la luz 312 tumbas, algunas de las cuales, con sus ricos ajuares, se remontan al periodo micénico. Las tumbas se distribuyen a lo largo de un periodo cronológico que va desde la época protogeométrica y geométrica hasta la helenística y romana.